# Хайдмор
Хайдмор (нем. Heidmoor) — община в Германии, в земле Шлезвиг-Гольштейн. 
Входит в состав района Зегеберг. Подчиняется управлению Бад Брамштедт-Ланд.  Население составляет 319 человек (на 31 декабря 2010 года). Занимает площадь 18,25 км².